# Бродок (Осиповичский район)
Бродо́к (бел. Брадок) — деревня в составе Лапичского сельсовета Осиповичского района Могилёвской области Белоруссии.

## Географическое положение
Бродок расположен в 27 км на юго-запад от Осиповичей, в 25 км от ж/д станции Лапичи и в 160 км от Могилёва. Связи осуществляются по просёлочной дороге и автодороге Лапичи — Гродзянка. Линейную планировку составляют редкие деревянные дома по обеим сторонам улицы.

## История
Бродок был основан в 1920-е годы жителями соседних деревень на землях, принадлежавших когда-то помещикам; в колхоз деревня вступила в 1930-е годы. Во время Великой Отечественной войны Бродок был оккупирован немецко-фашистскими войсками с конца июня 1941 года по 30 июня 1944 года; четверо жителей погибли на фронте.

## Население
- 1940 год — 43 человека, 10 дворов[1]
- 1959 год — 52 человека[1]
- 1970 год — 34 человека[1]
- 1986 год — 17 человек, 9 хозяйств[1]
- 2002 год — 5 человек, 3 хозяйства[1]
- 2007 год — 4 человека, 3 хозяйства[1]

## Комментарии
1. ↑  Название и ударение даны по: Назвы населеных пунктаў Рэспублікі Беларусь: Магілёўская вобласць: нарматыўны даведнік / І. А. Гапоненка і інш.; пад рэд. В. П. Лемцюговай. — Минск: Тэхналогія, 2007. — С. 63. — 406 с. — ISBN 978-985-458-159-0.